# Guïta
La guïta és un mineral de la classe dels òxids que pertany al grup de l'espinel·la. Rep el nom en honor del professor xinès Xiangping Gu (1964-).

## Característiques
La guïta és un òxid de fórmula química Co2+Co3+₂O₄. Va ser aprovada com a espècie vàlida per l'Associació Mineralògica Internacional l'any 2017, sent publicada per primera vegada el 2022. Cristal·litza en el sistema isomètric.
L'exemplar que va servir per a determinar l'espècie, el que es coneix com a material tipus, es troba conservat a les col·leccions mineralògiques del Museu Geològic de la Xina, a Beijing, amb el número de catàleg: m13711.

## Formació i jaciments
Va ser descoberta a la mina de coure i cobalt de Sicomines, situada al districte miner de Kolwezi, a la província de Lualaba (República Democràtica del Congo). Es tracta de l'únic indret de tot el planeta on ha estat descrita aquesta espècie mineral.